# 1. Fußball-Club Saarbrücken 2009-2010
Questa voce raccoglie le informazioni riguardanti il 1. Fußball-Club Saarbrücken nelle competizioni ufficiali della stagione 2009-2010.

## Stagione
Nella stagione 2009-2010 il Saarbrücken, allenato da Dieter Ferner, concluse il campionato di Regionalliga ovest al 1º posto e fu promosso in 3. Liga.

## Rosa
| N. |                     | Ruolo | Calciatore       |
| -- | ------------------- | ----- | ---------------- |
| 1  | Albania (bandiera)  | P     | Enver Marina     |
| 2  | Francia (bandiera)  | D     | Caner Metin      |
| 3  | Germania (bandiera) | D     | Lukas Kohler     |
| 4  | Germania (bandiera) | D     | Marcel Rozgonyi  |
| 5  | Italia (bandiera)   | D     | Pietro Berrafato |
| 6  | Germania (bandiera) | A     | Marcel Schug     |
| 7  | Germania (bandiera) | C     | Manuel Zeitz     |
| 8  | Germania (bandiera) | D     | Marcus Mann      |
| 9  | Germania (bandiera) | A     | Michael Petry    |
| 10 | Germania (bandiera) | C     | Nico Weißmann    |
| 11 | Germania (bandiera) | A     | Sammer Mozain    |
| 13 | Germania (bandiera) | C     | Mike Brückerhoff |
| 14 | Francia (bandiera)  | C     | Nabil Dafi       |

| N. |                     | Ruolo | Calciatore         |
| -- | ------------------- | ----- | ------------------ |
| 15 | Francia (bandiera)  | D     | Jonathan Zydko     |
| 17 | Germania (bandiera) | D     | Alexander Otto     |
| 18 | Germania (bandiera) | A     | Gregory Strohmann  |
| 19 | Germania (bandiera) | D     | Marc Lerandy       |
| 20 | Germania (bandiera) | C     | Nico Zimmermann    |
| 21 | Germania (bandiera) | P     | Michael Müller     |
| 23 | Croazia (bandiera)  | A     | Velimir Grgić      |
| 24 | Germania (bandiera) | A     | Markus Fuchs       |
| 25 | Germania (bandiera) | D     | Tim Bauer          |
| 26 | Germania (bandiera) | P     | Maximilian Böhmann |
|    | Francia (bandiera)  | C     | Pierre Reguette    |
|    | Germania (bandiera) | C     | Robin Vogtland     |

## Organigramma societario
Area tecnica
- Allenatore: Dieter Ferner
- Allenatore in seconda: Andreas Fellhauer
- Preparatore dei portieri: Heinz Böhmann
- Preparatori atletici:
- Analisi video:

## Calciomercato

### Sessione estiva
| Acquisti | Acquisti        | Acquisti          | Acquisti |
| R.       | Nome            | da                | Modalità |
| -------- | --------------- | ----------------- | -------- |
| D        | Tim Bauer       | Colonia II        |          |
| A        | Velimir Grgić   | Holstein Kiel     |          |
| D        | Marcus Mann     | Kickers Stoccarda |          |
| P        | Michael Müller  | Friburgo          |          |
| C        | Manuel Zeitz    | Saarbrücken U19   |          |
| C        | Nico Zimmermann | Elversberg        |          |
| D        | Jonathan Zydko  | Käerjeng 97       |          |

| Cessioni | Cessioni           | Cessioni         | Cessioni |
| R.       | Nome               | a                | Modalità |
| -------- | ------------------ | ---------------- | -------- |
| A        | Nazif Hajdarović   | Bayern Monaco II |          |
| C        | Marc Hümbert       | Saarbrücken II   |          |
| D        | Stephan Otte       | Homburg          |          |
| P        | Tobias Rott        | Elversberg II    |          |
| C        | Pascal Stelletta   | Elversberg II    |          |
| C        | Philipp Wollscheid | Norimberga II    |          |

### Sessione invernale
| Acquisti | Acquisti     | Acquisti      | Acquisti |
| R.       | Nome         | da            | Modalità |
| -------- | ------------ | ------------- | -------- |
| A        | Markus Fuchs | Norimberga II |          |

| Cessioni | Cessioni | Cessioni | Cessioni |
| R.       | Nome     | a        | Modalità |
| -------- | -------- | -------- | -------- |

## Risultati

### Regionalliga

#### Girone di andata
| Arbitro: | Trautmann |

|                                                          |           |  |
| Haas 6’, 53’ Willmann 27’, 54’, 74’ Islamoglu 30’ (rig.) | Marcatori |  |

| Arbitro: | Drees |

|              |           |                              |
| Weißmann 60’ | Marcatori | 45’ (rig.), 49’, 90’ Senesie |

| Arbitro: | Willenborg |

|              |           |                    |
| Stachnik 65’ | Marcatori | 50’ Mann 80’ Petry |

| Arbitro: | Färber |

|                       |           |  |
| Zeitz 17’ (rig.), 21’ | Marcatori |  |

| Arbitro: | Brauer |

|                            |           |  |
| Dondorf 44’ Arend 45’, 52’ | Marcatori |  |

| Arbitro: | Schalk |

|                        |           |  |
| Zeitz 61’ Weißmann 73’ | Marcatori |  |

| Arbitro: | Sippel |

|  |           |                             |
|  | Marcatori | 86’ (rig.) Zeitz 90’ Kohler |

| Arbitro: | Schmidt |

|             |           |  |
| Lerandy 23’ | Marcatori |  |

| Arbitro: | Trautmann |

|  |           |                                              |
|  | Marcatori | 23’ Schug 40’ Zeitz 80’ Grgić 82’ Zimmermann |

| Arbitro: | Kempter |

|  |           |                                  |
|  | Marcatori | 41’ Akçam 53’ Saiti 64’ Pinheiro |

| Arbitro: | Günsch |

|  |           |                          |
|  | Marcatori | 20’ Zimmermann 75’ Zeitz |

| Arbitro: | Fritz |

|            |           |             |
| Mozain 73’ | Marcatori | 84’ Vásquez |

| Arbitro: | Valentin |

|                            |           |                    |
| Weißmann 3’, 69’ Zeitz 90’ | Marcatori | 68’ (aut.) Lerandy |

| Düsseldorf 6 novembre 2009, ore 19:00 CET 14ª giornata | F. Düsseldorf II | 0 – 0 referto | Saarbrücken | Paul-Janes-Stadion (512 spett.)\| Arbitro: \| Wijnen \| |
| Arbitro:                                               | Wijnen           |               |             |                                                         |

| Arbitro: | Münch |

|                                     |           |              |
| Zimmermann 18’ Mozain 34’ Grgić 76’ | Marcatori | 72’ Aydogmus |

| Arbitro: | Ostheimer |

|            |           |                                       |
| Salger 36’ | Marcatori | 12’ Weißmann 15’ Mozain 73’ Berrafato |

| Arbitro: | Stieler |

|                              |           |  |
| Zeitz 7’, 84’ Zimmermann 79’ | Marcatori |  |

#### Girone di ritorno
| Arbitro: | Blos |

|           |           |  |
| Grgić 18’ | Marcatori |  |

| Arbitro: | Dingert |

|                 |           |                |
| Risser 17’, 79’ | Marcatori | 29’, 37’ Fuchs |

| Arbitro: | Benedum |

|          |           |              |
| Mann 79’ | Marcatori | 19’ Chitsulo |

| Münster 23 marzo 2010, ore 19:00 CET 21ª giornata | Preußen Münster | 0 – 0 referto | Saarbrücken | Preußenstadion (3 381 spett.)\| Arbitro: \| Gorniak \| |
| Arbitro:                                          | Gorniak         |               |             |                                                        |

| Arbitro: | Wingenbach |

|            |           |  |
| Mozain 27’ | Marcatori |  |

| Arbitro: | Wagner |

|                |           |           |
| Neustädter 90’ | Marcatori | 11’ Fuchs |

| Arbitro: | Wingenbach |

|                       |           |            |
| Grgić 71’ Lerandy 90’ | Marcatori | 37’ Bauder |

| Arbitro: | Schwegler |

|                      |           |  |
| Eilers 42’ Aydın 47’ | Marcatori |  |

| Saarbrücken 27 marzo 2010, ore 14:00 CET 26ª giornata | Saarbrücken | 0 – 0 referto | Magonza II | Ludwigsparkstadion (3 063 spett.)\| Arbitro: \| Nowak \| |
| Arbitro:                                              | Nowak       |               |            |                                                          |

| Arbitro: | Valentin |

|  |           |                    |
|  | Marcatori | 76’ Mann 87’ Zeitz |

| Arbitro: | Kempter |

|                    |           |  |
| Fuchs 52’ Mann 63’ | Marcatori |  |

| Arbitro: | Jöllenbeck |

|           |           |              |
| Zięba 36’ | Marcatori | 50’ Weißmann |

| Arbitro: | Wenzel |

|                                  |           |                                         |
| Knappmann 51’ (rig.) Bertels 69’ | Marcatori | 43’ (rig.) Zeitz 49’ Weißmann 73’ Grgić |

| Arbitro: | Wagner |

|                            |           |                    |
| Lerandy 38’ Zimmermann 65’ | Marcatori | 89’ (rig.) Abelski |

| Arbitro: | Born |

|  |           |                |
|  | Marcatori | 12’ Zimmermann |

| Arbitro: | Wingenbach |

|              |           |            |
| Strohmann 5’ | Marcatori | 3’ Terodde |

| Arbitro: | Sinn |

|          |           |                                         |
| Rasp 50’ | Marcatori | 45’, 89’ Grgić 61’ Fuchs 80’ Zimmermann |

## Statistiche

### Statistiche di squadra
| Competizione       | Punti | In casa | In casa | In casa | In casa | In casa | In casa | In trasferta | In trasferta | In trasferta | In trasferta | In trasferta | In trasferta | Totale | Totale | Totale | Totale | Totale | Totale | DR  |
| Competizione       | Punti | G       | V       | N       | P       | Gf      | Gs      | G            | V            | N            | P            | Gf           | Gs           | G      | V      | N      | P      | Gf     | Gs     | DR  |
| ------------------ | ----- | ------- | ------- | ------- | ------- | ------- | ------- | ------------ | ------------ | ------------ | ------------ | ------------ | ------------ | ------ | ------ | ------ | ------ | ------ | ------ | --- |
| Regionalliga ovest | 69    | 17      | 11      | 4       | 2       | 26      | 13      | 17           | 9            | 5            | 3            | 27           | 20           | 34     | 20     | 9      | 5      | 53     | 33     | +20 |
| Totale             | 69    | 17      | 11      | 4       | 2       | 26      | 13      | 17           | 9            | 5            | 3            | 27           | 20           | 34     | 20     | 9      | 5      | 53     | 33     | +20 |

### Andamento in campionato
| Giornata  | 1  | 2  | 3  | 4  | 5  | 6 | 7 | 8 | 9 | 10 | 11 | 12 | 13 | 14 | 15 | 16 | 17 | 18 | 19 | 20 | 21 | 22 | 23 | 24 | 25 | 26 | 27 | 28 | 29 | 30 | 31 | 32 | 33 | 34 |
| --------- | -- | -- | -- | -- | -- | - | - | - | - | -- | -- | -- | -- | -- | -- | -- | -- | -- | -- | -- | -- | -- | -- | -- | -- | -- | -- | -- | -- | -- | -- | -- | -- | -- |
| Luogo     | T  | C  | T  | C  | T  | C | T | C | T | C  | T  | C  | C  | T  | C  | T  | C  | C  | T  | C  | T  | C  | T  | C  | T  | C  | T  | C  | T  | T  | C  | T  | C  | T  |
| Risultato | P  | P  | V  | V  | P  | V | V | V | V | P  | V  | N  | V  | N  | V  | V  | V  | V  | N  | N  | N  | V  | N  | V  | P  | N  | V  | V  | N  | V  | V  | V  | N  | V  |
| Posizione | 18 | 18 | 16 | 10 | 13 | 8 | 6 | 4 | 2 | 2  | 2  | 2  | 2  | 3  | 2  | 2  | 1  | 1  | 2  | 2  | 2  | 1  | 1  | 1  | 1  | 1  | 1  | 1  | 1  | 1  | 1  | 1  | 1  | 1  |

Legenda:

Luogo: C = Casa; T = Trasferta. Risultato: V = Vittoria; N = Pareggio; P = Sconfitta.

### Statistiche dei giocatori
| T. Bauer       | 5  | 0  | 1 | 0 |
| P. Berrafato   | 20 | 1  | 2 | 0 |
| M. Brückerhoff | 16 | 0  | 2 | 0 |
| M. Böhmann     | 0  | 0  | 0 | 0 |
| N. Dafi        | 23 | 0  | 0 | 0 |
| M. Fuchs       | 15 | 5  | 0 | 0 |
| V. Grgić       | 31 | 7  | 5 | 1 |
| L. Kohler      | 26 | 1  | 3 | 0 |
| M. Lerandy     | 34 | 3  | 5 | 0 |
| M. Mann        | 30 | 4  | 6 | 0 |
| E. Marina      | 23 | 0  | 2 | 0 |
| C. Metin       | 9  | 0  | 0 | 0 |
| S. Mozain      | 28 | 4  | 3 | 0 |
| M. Müller      | 11 | 0  | 1 | 0 |
| A. Otto        | 29 | 0  | 7 | 1 |
| M. Petry       | 12 | 1  | 4 | 0 |
| P. Reguette    | 3  | 0  | 0 | 0 |
| M. Rozgonyi    | 7  | 0  | 3 | 1 |
| M. Schug       | 10 | 1  | 0 | 0 |
| G. Strohmann   | 20 | 1  | 1 | 0 |
| R. Vogtland    | 1  | 0  | 1 | 0 |
| N. Weißmann    | 30 | 7  | 7 | 0 |
| M. Zeitz       | 32 | 11 | 8 | 0 |
| N. Zimmermann  | 27 | 7  | 4 | 0 |
| J. Zydko       | 30 | 0  | 7 | 0 |